# 宋大業
宋大業（1664年—1714年），字念功，號藥洲，江南蘇州府長洲縣人，清朝內閣學士兼禮部侍郎。吏部尚書文華殿大學士宋德宜子，兵部右侍郎宋駿業弟，雲南迤東道宋壽圖父。

## 生平
來自蘇州長洲宋氏家族。宋德宜第三子，宋駿業弟。嫡母為王禹聲曾孫女、王希（字公晉，號知我，？-1645年1月27日）次女（1627-1668），生母為宋德宜側室、處士許慕峰女（1645-1714）。
宋大業為長洲監生，康熙二十三年（1684年）甲子科順天鄉試舉人，選拔其的考官為秦松齡及王汝敬等；二十四年（1685年）乙丑科二甲第九名進士，選拔其的考官為張士甄、王鴻緒、董訥及孫在豐等。選翰林院庶吉士，受李光地、徐乾學及王熙等先師賞識提攜。二十六年（1687年）父親宋德宜逝世，與兄弟共同扶父親靈柩回鄉，安葬於唯亭，服闋後又建祠於虎丘。二十九年（1690年）入都謝恩，三十年（1691年）授翰林院編修，參與纂修明史、《詞林典故》等文史典籍編纂。三十一年（1692年）充日講起居注官，三十二年（1693年）任江西鄉試正考官，選拔朱軾等人。三十三年（1694年）冬充《大清一統志》纂修官，三十四年（1695年）任《御定淵鑑類函》纂修官。三十五年（1696年）康熙帝親征準噶爾噶爾丹，宋大業自請運輸糧草至漠北前綫，其沿途經歷與昭莫多戰役見聞記入其《北征日記》。凱旋回京後授議敘軍功一等，授文林郎，同年升右春坊右贊善兼翰林院檢討。三十八年（1699年）康熙帝南巡，賜宋大業文學侍從匾額，同年升翰林院侍講。三十九年（1700年）任殿試讀卷官，舉薦董麒。四十年（1701年）改翰林院侍讀，四十一年（1702年）春與陳廷敬、勵廷儀及查昇一同入直南書房，在暢春園獲御賜凝遠堂匾額。四十二年（1703年）與長兄宋駿業在蘇州接駕康熙帝第四次南巡，於康熙帝五十大壽時獲封承德郎，同年升左春坊左庶子掌左春坊兼翰林院侍讀，任殿試掌卷官，後奉詔祭祀南嶽，啟建萬壽醮壇。四十三年（1704年）升翰林院侍讀學士，四十五年（1706年）升詹事府詹事，任殿試讀卷官，同年升內閣學士兼禮部侍郎。四十六年（1707年）康熙帝第六次南巡，宋駿業與宋大業兄弟再次奉命接駕，四十七年（1708年）宋大業再次奉旨祭祀南嶽。後與趙申喬因南嶽修建事務發生互訐，宋大業受責卸職回鄉。五十二年（1713年）康熙帝六十萬壽，宋大業入都恭祝，而長兄宋駿業在同年染疾，卒於繪製《萬壽盛典圖》初稿期間。五十三年（1714年）正月宋大業母親許太夫人去世，同年九月宋大業卒於家。宋大業門人朱軾及姊夫陳元龍撰有其行述與墓誌銘，納蘭性德有輓詩紀念。雍正十三年（1735年），宋大業誥贈通議大夫。宋大業善書法，著有《惇行彙編》（十四卷）、《容我軒雜稿》、《蘇州府水利纂》等書。

## 家庭
夫人為彭定求長女；側室黃氏、王氏、杜氏、顧氏、朱氏。有三子：長子宋壽圖、次子宋鳳圖（早逝）及三子宋龍圖。還有四女：長女嫁丹徒蔣寅孫蔣宗元；次女嫁顧觀廬子顧嘉煜；三女嫁陳奕禧長孫陳克復；四女嫁王熙孫王繹曾（王克昌第四子）。